# Orithyia sinica
Super-famille
Famille
Genre
Espèce
Orithyia sinica est espèce de crabes, la seule du genre Orithyia, de la famille des Orithyiidae et de la super-famille des Orithyioidea.

## Distribution
Cette espèce se rencontre le long des côtes chinoises et coréennes de la mer Jaune.

## Référence
- Linnaeus, 1771 : Mantissa Plantarum, Regni Animalis Appendix Insecta.
- Fabricius, 1798 : Supplementum Entomologiae Systematicae. p. 1-572.
- Dana, 1853 : On the classification and geographical distribution of Crustacea. Report on Crustacea of the United States Exploring Expedition, under Captain Charles Wilkes, U.S.N., during the years 1838–42 p. 1-685.

## Sources
- Ng, Guinot & Davie, 2008 : Systema Brachyurorum: Part I. An annotated checklist of extant brachyuran crabs of the world. Raffles Bulletin of Zoology Supplement, n. 17, p. 1–286.
- De Grave & al., 2009 : A Classification of Living and Fossil Genera of Decapod Crustaceans. Raffles Bulletin of Zoology Supplement, n. 21, p. 1-109.